# Mariya Yúdina

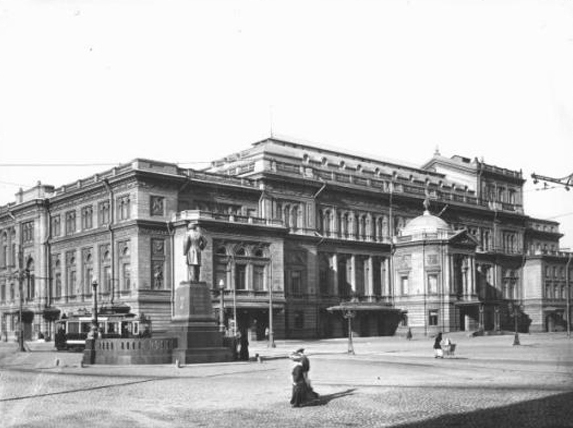
El Conservatorio de Petrogrado en 1913.

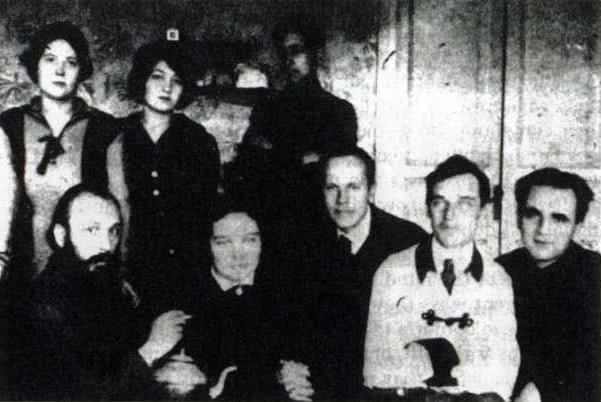
Foto del círculo intelectual de Bajtín. Sentados, de izquierda a derecha: Bajtín, Yúdina, Valentín Volóshinov, Lev Pumpianski, Pável Medvédev. De pie, Konstantín Váguinov y su esposa (Leningrado, foto de mediados de la década de 1920.

Mariya Veniamínovna Yúdina (en ruso: Мари́я Вениами́новна Ю́дина, Nével, 28 de agosto de 1899- Moscú, 19 de noviembre de 1970) fue una pianista soviética, gran defensora de la música contemporánea y reconocida por sus interpretaciones de Johann Sebastian Bach y Ludwig van Beethoven. Fue una de las pocas voces del mundo artístico soviético que mostró abiertamente su disconformidad con el régimen comunista, lo que le costó numerosas represalias. De familia judía y conversa al cristianismo, es una de las figuras cristianas más importantes de la Unión Soviética.

## Juventud
Mariya Yúdina nació en una familia judía, sin embargo sus reflexiones vitales y espirituales, así como el contexto del sufrimiento al que fue sometido el pueblo judío, despertaron su interés por la religión cristiana ortodoxa y, más tarde, la llevaron a convertirse a esta religión.
Yúdina desarrolló sus estudios en el Conservatorio de Petrogrado donde tuvo como compañeros de clase a Dmitri Shostakóvich y Vladímir Sofronitski. Durante un breve periodo de tiempo recibió también clases particulares del compositor y pianista ruso, Felix Blumenfeld.

## Carrera docente y musical. Represalias
Tras terminar sus estudios en el Conservatorio de Petrogrado en 1921, Yúdina fue invitada a dar clases en esta institución. Ejerció la docencia hasta 1930, cuando fue apartada del Conservatorio por sus convicciones religiosas y sus críticas a los dirigentes políticos soviéticos. Tras estar sin trabajo y sin casa durante un par de años, el Conservatorio de Tiflis le ofreció impartir clases de piano durante el curso 1932-1933.
En 1936, por invitación de Heinrich Neuhaus, Mariya Yúdina ofreció un recital en el Conservatorio de Moscú. Dio clases en esta institución hasta 1951. Además, entre 1944 y 1960, Yúdina enseñó música de cámara y acompañamiento vocal en el Instituto Gnésinyj -hoy conocido como Academia Rusa de Música Gnesin- pero de nuevo fue expulsada por sus creencias religiosas y, también, por su preferencia por la música contemporánea occidental. Continuó con sus recitales hasta que en uno de ellos leyó un poema de Borís Pasternak, motivo por el que fue sancionada y se le impidió interpretar en público durante cinco años. En 1966, cuando terminó su castigo, Mariya Yúdina dio un ciclo de conferencias sobre el Romanticismo en el Conservatorio de Moscú.

## Mariya Yúdina y Stalin
Mariya Yúdina fue la pianista favorita de Iósif Stalin. Stalin escuchó en la radio una interpretación suya del Concierto para piano n.º 23 de Mozart y pidió una copia. Como había sido una transmisión en directo, se solicitó inmediatamente a Yúdina que lo grabara esa misma noche. La llevaron a un estudio junto con una pequeña orquesta y así se pudo presentar una grabación a Stalin, versión que se conserva y se puede encontrar actualmente editada en formato digital o CD. Al parecer, a Stalin se le saltaban las lágrimas solo con oír las primeras notas tocadas por Yúdina. Pese a contar con esta predilección, Yúdina continuó con sus críticas al régimen. Donó el dinero con el que se la recompensó por esta grabación a la Iglesia ortodoxa rusa «para oraciones perpetuas por los pecados de Stalin.»

## Ambiente intelectual
Yúdina intervino activamente en el ambiente cultural de su tiempo y se relacionó con escritores, filósofos, artistas o arquitectos. Entre sus amigos estaba el filósofo Pável Florenski, el escritor Borís Pasternak -quien hizo la primera lectura de su novela Doctor Zhivago en la casa de Yúdina en febrero de 1947- Ósip Mandelshtam, Mijaíl Bajtín, Piotr Suvchinski, Dmitri Shostakóvich, Pierre Boulez, Karlheinz Stockhausen y muchos otros.

## Publicaciones y grabaciones discográficas
Gracias a los esfuerzos de los amigos de Yúdina -especialmente a los de Anatoli Kuznetsov- las cartas y escritos de Mariya Yúdina se publicaron en Rusia entre finales de los años 90 y principios de la década posterior. 
Las grabaciones de Yúdina están disponibles en sellos como Brilliant, en una caja de nueve CD, o Vista Vera, en diecséis CD. La Fundación Internacional Mariya Yúdina, por su parte, ha editado las grabaciones completas de Yúdina en 33 CD.